# Santa María (vulcão)
O vulcão Santa María é um grande vulcão ativo na Guatemala, perto da cidade de Quetzaltenango. A sua erupção de 1902 foi uma das três maiores do século XX, tendo sido também a terceira maior erupção desse ano, a seguir às do Monte Pelée e de La Soufrière. Foi também uma das cinco maiores erupções dos últimos 200 (possivelmente 300) anos.
A erupção de 1902 destruiu a maior parte de um flanco da montanha, de 3 772 m de elevação. Foram expelidos cerca de 5,5 km³ de material vulcânico nos 19 dias de atividade eruptiva, tendo a pluma vulcânica atingido os 28 km de altitude. A erupção devastou as áreas circundantes.
Em 1922, um novo vulcão apareceu na cratera do Santa María, tendo sido baptizado Santiaguito. O Santiaguito tem estado em erupção desde então e possui algumas centenas de metros de altura, encontrando-se o seu cume a cerca de 2 500 m. É possível na atualidade subir ao Santa María e ver de cima as erupções do Santiaguito, 1 200 m abaixo.
O Santa María é um dos Vulcões da Década selecionados pelas Nações Unidas.

## História geológica

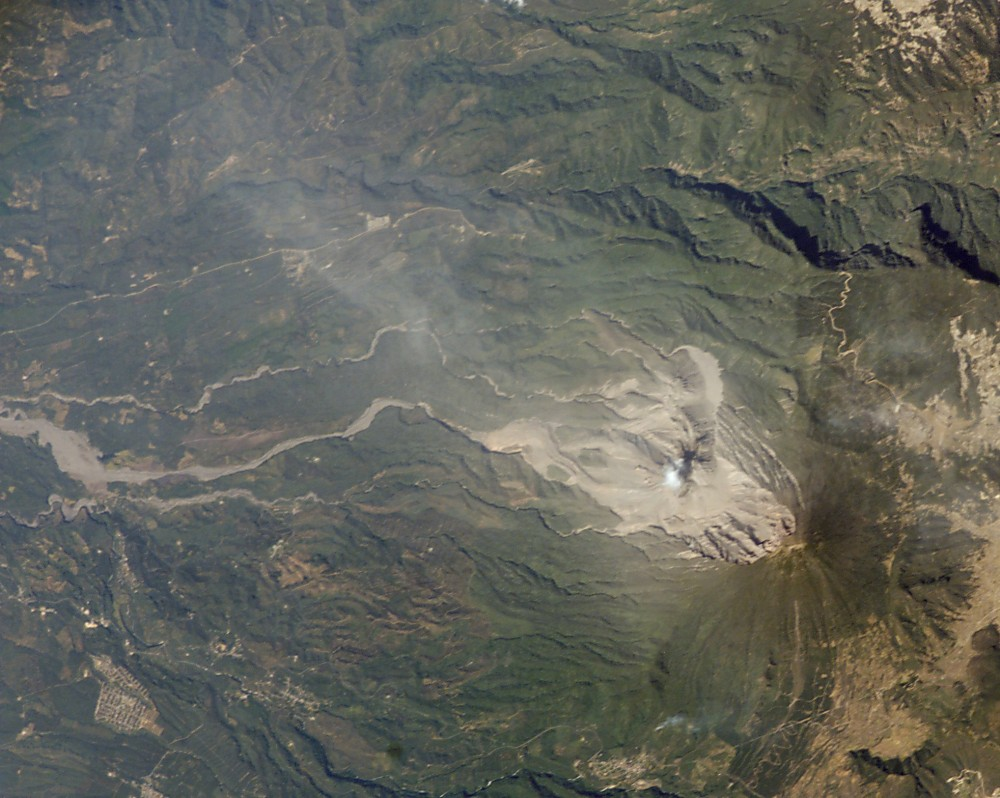
Imagem obtida a partir da ISS. É visível a ascensão de vapor do Santiaguito. A área do flanco destruído pela erupção de 1902 também é bem visível. No lado esquerdo serpenteiam depósitos de lahars ao longo de vales fluviais.

O Santa María pertence ao complexo de vulcões Sierra Madre, que se prolonga pelo lado oeste da Guatemala, separado do Oceano Pacífico por uma planície. Estes vulcões formam-se pela acção da subducção da placa de Cocos na placa das Caraíbas.
Estima-se que as erupções no Santa María se iniciaram há cerca de 30 000 anos. Durante milhares de anos, as erupções deverão ter sido pequenas e frequentes, construindo o largo cone vulcânico e atingindo cerca de 1 400 m acima da planície, onde se situa a cidade de Quetzaltenango. Após este período, o vulcão aparenta ter entrado numa nova fase em que exibia longos períodos de repouso, seguidos da emissão de curtos fluxos de lava a partir de aberturas nas encostas. O cone assim construído tinha um volume de cerca de 10 km³, consistindo numa mistura de basalto e andesito.

## A erupção de 1902

Santa Maria, 3D view

A primeira erupção registada do Santa María ocorreu em Outubro de 1902. Até então, o vulcão esteve em repouso por pelo menos 500 anos, possivelmente milhares de anos. A erupção foi precedida de uma série de sismos na região, que se iniciaram em Janeiro de 1902. A erupção iniciou-se no dia 24 de Outubro e as maiores explosões ocorreram nos dois dias seguintes, expelindo cerca de 5,5 km³ de magma. A erupção foi uma das maiores do século XX, comparável em magnitude à do Monte Pinatubo em 1991.
A pedra-pomes formada na erupção caiu sobre uma área de cerca de 273 000 km²; a cinza vulcânica foi detectada em locais tão longínquos como São Francisco a quatro mil quilómetros de distância. A erupção destruiu a maior parte do flanco sudoeste do vulcão, causando uma cratera de cerca de um quilómetro de diâmetro e 300 m de profundidade entre o cume e os 2 300 m de elevação.
As populações próximas não reconheceram os sinais da erupção próxima devido à inexistente prévia actividade vulcânica. Pelo menos cinco mil pessoas morreram na erupção, tendo muitas mais morrido após um subsequente surto de malária.

## Santiaguito

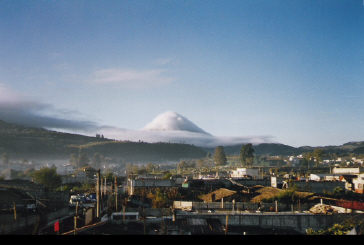
O vulcão visto da cidade de Quetzaltenango

À erupção de 1902 seguiram-se vinte anos de dormência. Em 1922, sucederam-se novas erupções, com a extrusão de uma cúpula de lava na cratera criada pela erupção de 1902. O novo vulcão foi baptizado Santiaguito e tem tido uma actividade praticamente constante desde então. O Santiaguito atinge na actualidade uma altura de 2 500 m e possui um volume de 1 km³. É possível visualizar as erupções ocorrendo no Santiaguito de um ponto superior, no cume do Santa María, a cerca de quilómetro e meio de distância.
O crescimento do Santiaguito deve-se à emissão de fluxos de lava (crescimento exógeno) assim como à injecção de magma para o centro da cúpula (crescimento endógeno). Como tem apresentado actividade em diversas condutas, o Santiaguito tem agora a aparência de diversas cúpulas sobrepostas.
Apesar da maioria da actividade do Santiaguito ser moderada, ocorrem algumas explosões ocasionais. Em 1919, parte do vulcão colapsou, originando fluxos piroclásticos que vitimaram centenas de pessoas (possivelmente quase cinco mil). Alguns fluxos piroclásticos menores têm sido provocados por quedas de rochas e são comuns erupções de cinza vulcânica com alguns quilómetros de altura.

## Perigos associados ao vulcanismo do Santa María

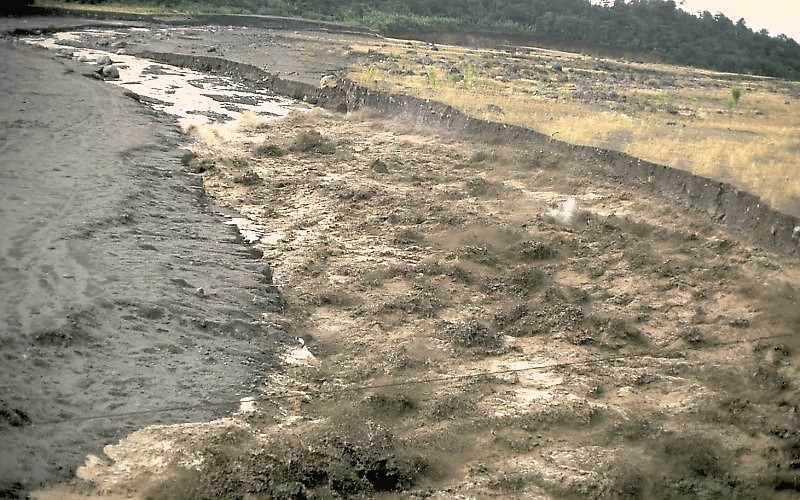
Um lahar quente desce num vale fluvial perto de El Palmar, em 1989.

As áreas a sul do Santa maría são consideravelmente afectadas pela actividade vulcânica do Santiaguito. Na actualidade, o maior perigo associado ao Santa María é a ocorrência de lahares, em especial na estação das chuvas devido a fortes chuvas nas zonas de depósitos vulcânicos. A cidade de El Palmar, a 10 km do Santiaguito, foi já destruída por duas vezes por lahares; existem também frequentes danos a infra-estruturas, como estradas e pontes. Os depósitos de lahares provindos do Santiaguito afectam rios em toda a sua extensão, até ao Oceano Pacífico.
Os fluxos de lava do Santiaguito não são frequentes e normalmente não passam de alguns quilómetros além da sua cúpula. O magma do Santiaguito é rico em sílica, logo bastante viscoso. Também ocorrem fluxos piroclásticos velozes, que podem percorrer vários quilómetros.
Um perigo potencialmente devastador seria o colapso do próprio Santa María. A cratera formada em 1902 deixou o lado sul da montanha acima do Santiaguito escarpada; um sismo violento ou uma grande erupção podem despoletar uma derrocada que pode cobrir uma área de 100 km².
Por causa da ameaça que o Santa María constitui às populações adjacentes, este foi classificado como um Decade Volcano ("vulcão da década"), identificando-o como um dos vulcões merecendo especial atenção por parte dos vulcanologistas para mitigar desastres naturais.